# Joseph Jean Pierre Laurent
Joseph Jean Pierre Laurent, född den 31 januari 1823 i Bagnols-sur-Cèze, död den 4 mars 1900 i Marseille, var en fransk amatörastronom. 
Mycket litet är känt om hans liv. Han hade tillgång till det privatobservatorium i Nîmes som Benjamin Valz använde innan denne 1836 blev föreståndare vid Marseille-observatoriet. Huset har en plakett till minne av den upptäckt som medförde att Laurent 1858 tillsammans med flera andra tilldelades Lalandepriset. Asteroiden 162 Laurentia är uppkallad efter honom.

## Asteroider upptäckta av Joseph Jean Pierre Laurent
| 51 Nemausa | 22 januari 1858 |